# 環境都市工学
環境都市工学（かんきょうとしこうがく）は生活に欠かすことのできない社会基盤施設の計画、設計、施工、管理運営、地球環境、大気環境、環境問題を取り扱う工学。

## 環境都市工学の学部・学科を設置している大学、高等専門学校
大学
- 関西大学環境都市工学部
- 立命館大学理工学部 環境都市工学科

高専
- 群馬工業高等専門学校
- 函館工業高等専門学校
- 豊田工業高等専門学校
- 岐阜工業高等専門学校
- 長野工業高等専門学校
- 長岡工業高等専門学校
- 福井工業高等専門学校
- 石川工業高等専門学校
- 苫小牧工業高等専門学校
- 和歌山工業高等専門学校
- 木更津工業高等専門学校
- 呉工業高等専門学校
- 秋田工業高等専門学校

## 環境都市工学に類似した学部・学科を設置している大学、高等専門学校
大学
- 岡山大学 環境理工学部 環境デザイン工学科
- 大阪市立大学 工学部 都市学科
- 大阪工業大学 工学部 都市デザイン工学科 都市地盤環境工学

金沢大学 理工学域 地球社会基盤学類 には、環境都市工学の副専攻が設けられている。
高専
- 環境・建設工学科・・松江工業高等専門学校
- 環境都市デザイン工学科・・高知工業高等専門学校
- 都市・環境工学科・・大分工業高等専門学校
- 都市システム工学科建築学科・・明石工業高等専門学校
- 都市環境デザイン工学科・・鹿児島工業高等専門学校
- 都市工学科・・神戸市立工業高等専門学校
- 社会基盤工学科・・函館工業高等専門学校
- 建設システム工学科・・舞鶴工業高等専門学校
- 建設システム工学科・・阿南工業高等専門学校
- 建設環境工学科・・八戸工業高等専門学校
- 建設環境工学科・・福島工業高等専門学校
- 建設環境工学科・・香川高等専門学校